# São Cristóvão (Sergipe)
São Cristóvão, amtlich Município de São Cristóvão, ist eine Stadt im Nordosten von Brasilien. Sie liegt im Bundesstaat Sergipe und hatte 78.864 Einwohner bei der Volkszählung 2010. Die Bevölkerungszahl wurde zum 1. Juli 2021 auf 92.090 Einwohner geschätzt, die São-Cristovenser (são-cristovenses) genannt werden und auf einer Gemeindefläche von rund 438 km² leben. Sie liegt etwa 26 km südwestlich von Aracaju, der Hauptstadt des Bundesstaates. Seit 1995 ist sie Teil der Metropolregion Aracaju.

## Geographie
Angrenzende Gemeinden sind Aracaju, Areia Branca, Nossa Senhora do Socorro, Laranjeiras und Itaporanga d’Ajuda. Die Entfernung zur Landeshauptstadt Aracaju beträgt 26 km.

## Geschichte
Die Stadt wurde im Jahr 1590 gegründet und ist damit die viertälteste Stadt Brasiliens. Bis 1855 war sie die Hauptstadt der Provinz Sergipe, bevor die neue Hauptstadt Aracaju gegründet wurde.
Die Praça São Francisco (deutsch Sankt-Franziskus-Platz) mitten in der Stadt wurde im Jahr 2010 zum UNESCO-Welterbe erklärt.

## Kommunalpolitik
Bei der Kommunalwahl 2016 wurde Marcos Antonio de Azevedo Santana des Movimento Democrático Brasileiro  (MDB) zum Stadtpräfekten (Bürgermeister) gewählt. Bei der Kommunalwahl 2020 erreichte er mit 53,62 % der gültigen Stimmen die Wiederwahl für die Amtszeit von 2021 bis 2024.

## Wirtschaft
Haupteinnahmequellen der Gemeinde sind die Landwirtschaft (Zuckerrohr), die Fischerei (Fisch, Schalentiere und Garnelen), die Viehzucht (Rinder) und der Tourismus (Kultur).